# 135底片

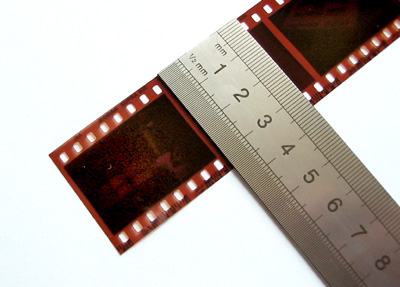
135底片。在最常见的“全画幅”格式中每幅图像大小为36×24 mm。

135底片（ISO 1007）是摄影中的一種底片格式，也廣泛地稱為「35mm底片」（因胶片宽度为35毫米故名）。這種底片由柯达公司于1934年推出，並於20世纪60年代末期超越120底片，成為最普及的攝影底片格式。儘管其他底片格式如828、126、110和先進攝影系統（APS）等和它競爭，135底片至今仍然留存。
135底片的齿孔符合柯达标准，它捲在一個不受光線穿透的單軸式金屬卡式容器內，使相機能夠在日光下拍摄。
采用与135底片相同大小的感光元件（36×24 mm）之数码单反、微单，称为全画幅（FX, Full Frame）数码相机。

## 特点

### 底片盒
135底片通常密封在拥有单转子且避光的金属胶卷暗盒内。另外也有长装胶卷供特殊用途攝影或可分裝在一般胶卷暗盒內使用。

### 底片类型和速度
有多种乳液类型和感光度的135底片，常见的有ISO 100/21°至ISO 800/30°。也包括了黑白及彩色的各種正片、負片和少見的紅外線底片。

### 图像格式
常见的全画幅底片大小为24×36毫米。另一种是在20世纪60年代很常见的半画幅（half-frame format），大小为18×24毫米。
还有一种24x24mm胶片，是在20世纪30-50年代使用。